# オスラムコリア杯新鋭連勝最強戦
オスラムコリア杯新鋭連勝最強戦（オスラムコリアはいしんえいれんしょうさいきょうせん）は、韓国の囲碁の棋戦で、25歳五段以下の棋士が参加する。2001年に創設、2008年8期まで行われた。
- 主催 囲碁TV
- 後援 オスラムコリア

同時に韓国棋院研究生招待戦も行われる。

## 方式
- 予選勝抜者とシードの計24人が本戦出場。2連勝者が決戦トーナメントに進出。トーナメント決勝は三番勝負。
- 決戦トーナメントベスト4は次期本戦シード。
- コミは6目半。ニギリで当てた方が白黒の選択が出来る。
- 持時間は各5分、30秒の秒読み3回。
- 優勝賞金1800万ウォン（その後2000万ウォン）。5連勝するとボーナス100万ウォン、以後1勝ごとに100万ウォン。

## 歴代優勝者と1位決定戦
（左が優勝者）
1. 2001年 李世乭 2-0 朴永訓
2. 2002年 宋泰坤 2-0 金主鎬
3. 2003年 宋泰坤 2-0 [朴永訓
4. 2004年 李熙星 2-0 高根台
5. 2005年 姜東潤 2-1 李映九
6. 2006年 朴正祥 2-0 尹畯相
7. 2007年 姜東潤 2-0 白洪淅
8. 2008年 金昇宰 2-0 李元道　（金昇宰は本戦5連勝）